# Agabus mandsuricus
Agabus mandsuricus är en skalbaggsart som först beskrevs av Guignot 1956.  Agabus mandsuricus ingår i släktet Agabus och familjen dykare. Inga underarter finns listade i Catalogue of Life.